# Rhodostrophia bisinuata
Rhodostrophia bisinuata là một loài bướm đêm trong họ Geometridae.